# Snow-board la Jocurile Olimpice de iarnă din 2018 - Snow-board cross (feminin)
Proba de snow-board, snow-board cross feminin de la Jocurile Olimpice de iarnă din 2018 de la Pyeongchang, Coreea de Sud a avut loc pe 16 februarie 2018 la Pheonix Snow Park.

## Program
Orele sunt orele Coreei de Sud (ora României + 7 ore).
| Dată         | Ora         | Rundă                                |
| ------------ | ----------- | ------------------------------------ |
| 16 februarie | 10:00-11:25 | Stabilirea listei de start în finală |
| 16 februarie | 12:15-13:15 | Finală                               |

## Rezultate calificări

### Cursele pentru stabilirea capilor de serie
Cursele au început la orele 10:00.
| Loc | Număr de concurs | Nume                            | Țara                         | Cursa 1           | Cursa 2           | Cel mai bun rezultat | Note |
| --- | ---------------- | ------------------------------- | ---------------------------- | ----------------- | ----------------- | -------------------- | ---- |
| 1   | 16               | Eva Samková                     | Cehia                        | 1:16,84           | —                 | 1:16,84              | C    |
| 2   | 2                | Michela Moioli                  | Italia                       | 1:16,97           | —                 | 1:16,97              | C    |
| 3   | 6                | Faye Gulini                     | Statele Unite ale Americii   | 1:17,74           | —                 | 1:17,74              | C    |
| 4   | 13               | Lindsey Jacobellis              | Statele Unite ale Americii   | 1:18,05           | —                 | 1:18,05              | C    |
| 5   | 8                | Charlotte Bankes                | Franța                       | 1:18,18           | —                 | 1:18,18              | C    |
| 6   | 4                | Chloé Trespeuch                 | Franța                       | 1:18,51           | —                 | 1:18,51              | C    |
| 7   | 18               | Simona Meiler                   | Elveția                      | 1:18,95           | —                 | 1:18,95              | C    |
| 8   | 7                | Nelly Moenne-Loccoz             | Franța                       | 1:20,23           | —                 | 1:20,23              | C    |
| 9   | 5                | Aleksandra Zhekova              | Bulgaria                     | 1:20,23           | —                 | 1:20,23              | C    |
| 10  | 10               | Belle Brockhoff                 | Australia                    | 1:20,34           | —                 | 1:20,34              | C    |
| 11  | 24               | Meghan Tierney                  | Statele Unite ale Americii   | 1:20,52           | —                 | 1:20,52              | C    |
| 12  | 17               | Mariya Vasiltsova               | Sportivii Olimpici ai Rusiei | 1:20,57           | —                 | 1:20,57              | C    |
| 13  | 1                | Zoe Bergermann                  | Canada                       | 1:21,57           | 1:18,65           | 1:18,65              | C    |
| 14  | 19               | Kristina Paul                   | Sportivii Olimpici ai Rusiei | 1:21,93           | 1:19,93           | 1:19,93              | C    |
| 15  | 12               | Julia Pereira de Sousa Mabileau | Franța                       | 1:21,72           | 1:20,17           | 1:20,17              | C    |
| 16  | 21               | Alexandra Hasler                | Elveția                      | 1:20,87           | 1:20,49           | 1:20,49              | C    |
| 17  | 20               | Zoe Gillings-Brier              | Marea Britanie               | 1:20,99           | 1:20,84           | 1:20,84              | C    |
| 18  | 11               | Carle Brenneman                 | Canada                       | 1:21,57           | 1:20,89           | 1:20,89              | C    |
| 19  | 9                | Raffaella Brutto                | Italia                       | nu a terminat     | 1:21,14           | 1:21,14              | C    |
| 20  | 14               | Tess Critchlow                  | Canada                       | 1:21,39           | 1:21,83           | 1:21,39              | C    |
| 21  | 15               | Lara Casanova                   | Elveția                      | 1:22,26           | nu a luat startul | 1:22,26              | C    |
| 22  | 22               | Jana Fischer                    | Germania                     | 1:22,92           | nu a terminat     | 1:22,92              | C    |
| 23  | 25               | Zuzanna Smykała                 | Polonia                      | 1:23,41           | 1:23,44           | 1:23,41              | C    |
| 24  | 26               | Vendula Hopjáková               | Cehia                        | nu a terminat     | nu a terminat     | nu a terminat        | C    |
| 25  | 3                | Meryeta Odine                   | Canada                       | nu a luat startul | nu a luat startul | nu a luat startul    |      |
| *   | 23               | Isabel Clark Ribeiro            | Brazilia                     | nu a luat startul | nu a luat startul | nu a luat startul    |      |

- A suferit un accident și s-a rănit în sesiunea de antrenament de pe 15 februarie.

## Runda eliminatorie
Primele trei clasate din fiecare serie s-au calificat în runda următoare. În semifinale, primele trei clasate din fiecare semifinală s-au calificat în Finala Mare. Cele clasate pe locurile de la 4 la 6 clasați din fiecare semifinală s-au calificat pentru finala mică.

### Sferturi de finală
| Loc | Număr de concurs | Nume                | Țara           | Note              |
| --- | ---------------- | ------------------- | -------------- | ----------------- |
| 1   | 9                | Aleksandra Zhekova  | Bulgaria       | C                 |
| 2   | 1                | Eva Samková         | Cehia          | C                 |
| 3   | 8                | Nelly Moenne-Loccoz | Franța         | C                 |
| 4   | 17               | Zoe Gillings-Brier  | Marea Britanie |                   |
| 5   | 16               | Alexandra Hasler    | Elveția        |                   |
|     | 24               | Vendula Hopjáková   | Cehia          | nu a luat startul |

| Loc | Număr de concurs | Nume               | Țara                         | Note          |
| --- | ---------------- | ------------------ | ---------------------------- | ------------- |
| 1   | 4                | Lindsey Jacobellis | Statele Unite ale Americii   | C             |
| 2   | 20               | Tess Critchlow     | Canada                       | C             |
| 3   | 5                | Charlotte Bankes   | Franța                       | C             |
| 4   | 21               | Lara Casanova      | Elveția                      |               |
|     | 12               | Mariya Vasiltsova  | Sportivii Olimpici ai Rusiei | nu a terminat |
|     | 13               | Zoe Bergermann     | Canada                       | nu a terminat |

| Loc | Număr de concurs | Nume             | Țara                         | Note |
| --- | ---------------- | ---------------- | ---------------------------- | ---- |
| 1   | 6                | Chloé Trespeuch  | Franța                       | C    |
| 2   | 14               | Kristina Paul    | Sportivii Olimpici ai Rusiei | C    |
| 3   | 19               | Raffaella Brutto | Italia                       | C    |
| 4   | 22               | Jana Fischer     | Germania                     |      |
| 5   | 11               | Meghan Tierney   | Statele Unite ale Americii   |      |
| 6   | 3                | Faye Gulini      | Statele Unite ale Americii   |      |

| Loc | Număr de concurs | Nume                            | Țara      | Note |
| --- | ---------------- | ------------------------------- | --------- | ---- |
| 1   | 2                | Michela Moioli                  | Italia    | C    |
| 2   | 15               | Julia Pereira de Sousa Mabileau | Franța    | C    |
| 3   | 10               | Belle Brockhoff                 | Australia | C    |
| 4   | 18               | Carle Brenneman                 | Canada    |      |
| 5   | 23               | Zuzanna Smykała                 | Polonia   |      |
| 6   | 7                | Simona Meiler                   | Elveția   |      |

#### Semifinale
| Loc | Număr de concurs | Nume                | Țara                       | Note          |
| --- | ---------------- | ------------------- | -------------------------- | ------------- |
| 1   | 1                | Eva Samková         | Cehia                      | C             |
| 2   | 4                | Lindsey Jacobellis  | Statele Unite ale Americii | C             |
| 3   | 9                | Aleksandra Zhekova  | Bulgaria                   | C             |
| 4   | 20               | Tess Critchlow      | Canada                     |               |
| 5   | 8                | Nelly Moenne-Loccoz | Franța                     |               |
|     | 5                | Charlotte Bankes    | Franța                     | nu a terminat |

| Loc | Număr de concurs | Nume                            | Țara                         | Note          |
| --- | ---------------- | ------------------------------- | ---------------------------- | ------------- |
| 1   | 2                | Michela Moioli                  | Italia                       | C             |
| 2   | 6                | Chloé Trespeuch                 | Franța                       | C             |
| 3   | 15               | Julia Pereira de Sousa Mabileau | Franța                       | C             |
|     | 14               | Kristina Paul                   | Sportivii Olimpici ai Rusiei | nu a terminat |
|     | 10               | Belle Brockhoff                 | Australia                    | nu a terminat |
|     | 19               | Raffaella Brutto                | Italia                       | nu a terminat |

#### Finale
Finala mică
| Loc | Număr de concurs | Nume                | Țara                         | Note          |
| --- | ---------------- | ------------------- | ---------------------------- | ------------- |
| 7   | 5                | Charlotte Bankes    | Franța                       |               |
| 8   | 19               | Raffaella Brutto    | Italia                       |               |
| 9   | 20               | Tess Critchlow      | Canada                       |               |
| 10  | 8                | Nelly Moenne-Loccoz | Franța                       |               |
| 11  | 10               | Belle Brockhoff     | Australia                    |               |
| 12  | 14               | Kristina Paul       | Sportivii Olimpici ai Rusiei | nu a terminat |

Finala mare
| Loc | Număr de concurs | Nume                            | Țara                       | Note |
| --- | ---------------- | ------------------------------- | -------------------------- | ---- |
| 1   | 2                | Michela Moioli                  | Italia                     |      |
| 2   | 15               | Julia Pereira de Sousa Mabileau | Franța                     |      |
| 3   | 1                | Eva Samková                     | Cehia                      |      |
| 4   | 4                | Lindsey Jacobellis              | Statele Unite ale Americii |      |
| 5   | 6                | Chloé Trespeuch                 | Franța                     |      |
| 6   | 9                | Aleksandra Zhekova              | Bulgaria                   |      |